# Los Terrers
Los Terrers és un indret del terme municipal de Conca de Dalt, a l'enclavament dels Masos de Baiarri, pertanyent a l'antic terme de Claverol, al Pallars Jussà.
Està situat al costat de llevant de l'enclavament, al vessant est del Cap de l'Alt de Baiarri, a la riba esquerra de la llau de Perauba.